# Малково (Челябинская область)
Малково — деревня в Чебаркульском районе Челябинской области России. Входит в состав Травниковского сельского поселения.

## География
Деревня находится в центральной части Челябинской области, в лесостепной зоне, на берегах реки Коелги, вблизи юго-восточного берега озера Чебаркуль, к югу от города Чебаркуль, административного центра района. Абсолютная высота — 319 метров над уровнем моря.
Часовой пояс
Деревня Малково, как и вся Челябинская область, находится в часовой зоне МСК+2. Смещение применяемого времени относительно UTC составляет +5:00.

## Население
| 2002 | 2010 |
| ---- | ---- |
| 579  | ↘559 |

Гендерный состав
По данным Всероссийской переписи населения 2010 года в гендерной структуре населения мужчины составляли 47,8 %, женщины — соответственно 52,2 %.
Национальный состав
Согласно результатам переписи 2002 года, в национальной структуре населения русские составляли 92 %.

## Улицы
Уличная сеть деревни состоит из 22 улиц и 1 переулка.